# Hollós Ervin
Hollós Ervin, Holzschlag (Budapest, 1923. október 25. – Budapest, 2008. október 10.) szűcssegéd, kommunista pártmunkás, aktivista, 1945-től a MADISZ majd a DISZ vezető funkcionáriusa. 1956-tól állambiztonsági tiszt, a forradalmat követő megtorlások egyik irányítója, 1962-től egyetemi tanár, kommunista pártállami propagandaanyagok szerzője.

## Élete

### Az ifjúkommunista
1923-ban született Holzschlag Sámuel Leó fodrászmester és Münz Anna fiaként, képzettségére és eredeti foglalkozására nézve szűcssegéd. 1938-tól a Magyarországi Szociáldemokrata Párt (MSZDP) ifjúsági csoportjának titkára, majd 1939-től a párt Országos Ifjúsági Bizottságának tagja. Valójában már ekkor is a betiltott Kommunista Párt tagja volt, és ennek megbízásából végezte illegális politikai munkáját, Ságvári Endre és Kádár János munkatársaként. 1942–1944 között börtönbüntetést kapott, az akkori törvények szerint tiltott kommunista és háborúellenes tevékenység miatt.
1945-ben a DISZ (Demokratikus Ifjúsági Szövetség) budapesti titkára lett, 1949-ig az MKP majd MDP ifjúsági titkárságán dolgozott, 1950–1952 között pártiskolát végzett, 1952–1956 között a DISZ központi vezetőségének titkára volt, Gosztonyi János vezetőtársa Hároméves pártiskolát járt (korábban 6 elemit végzett), elvégezte az ELTE Bölcsészettudományi Karának történész szakát. Egyes információk szerint Nagy Imre első kormánya idején nyíltan támadta a reformtörekvéseket, ez azonban tényekkel nincs alátámasztva. A Petőfi Kör vitáiban a MADISZ képviselőjeként vett részt, következetesen szélsőséges sztálinista álláspontot képviselve. Eörsi István költő 1955 januárjában őróla és őneki írta „Ütni az ördögöt” c. versét, emiatt márciusban Hollós eltávolíttatta őt munkahelyéről, a „Szabad Ifjúság” c. folyóirattól.

### Szerepe az 1956 utáni megtorlásban
Az 1956-os forradalom alatt a Köztársaság téri pártházban, majd a Parlamentben volt, Nagy Imrével, sőt Eörsivel is beszélt[forrás?], majd az MSZMP pártközpontjában tartózkodott. Itt érte a november 4-i bevonulás. Későbbi írásaiban azt állította, hogy az MDP Köztársaság téri székházának védőjeként fegyveresen harcolt a néphatalomért, de ezt más forrás nem támasztja alá.
A szovjet beavatkozás utáni restauráció során Kádár János személyes felkérésére a Belügyminisztérium állományába került. 1956–57-ben a politikai rendőrség Gyorskocsi utcai vizsgálati osztályán dolgozott, itt részt vett a Nagy Imre-per előkészítésében is.
1957 júniusától rendőr-alezredesként a BM II/5. alosztályának helyettes vezetője lett, ez a szervezet a „belső reakció elhárításával” (azaz a Kádár-rendszer ellenzékének felszámolásával) volt megbízva.
A magyar királyi csendőrséggel kapcsolatos ügyek az ÁVH I/2-c alosztályáról átkerültek a Belügyminisztérium II. főosztályának 5. alosztályához, ahol 1958-tól Hollós alezredes vezette a „háborús és népellenes cselekmények” címén folyó megtorlást. Hollós már korábban, történelmi tanulmányai során részletes belügyi kutatásokat végzett a Horthy-rendszer rendvédelmi szervezeteiről. Ezekre alapozta az 1956 utáni csendőrpereket. Kutatásai során szerzett adatokra támaszkodva számos művet adott közre a Horthy-korszak erőszakszervezeteiről, az írásokban a csendőrséget mint a nyilasokkal azonos szándékú, népellenes, fasiszta szervezetet állította be.
A csendőrség régi tagjai közül többen részt vettek az 1956-os forradalomban is. Erre a tényre építette Hollós a „fasiszta irányítású, szervezett ellenforradalom” ideológiai koncepcióját. Valódi, jelentős összefüggést azonban nem sikerült megállapítania a csendőrök múltja, a világháború alatti ténykedése és az 1956-os forradalom eseményei között. Kristóf László csendőr őrmestert, aki nyomozóként részt vett Hollós harcostársának, Ságvári Endrének a letartóztatásában, és akit Ságvári ellenállva súlyosan megsebesített, 1956 után háborús bűncselekmény címén halálra ítélték. Az ítéletet első fokon dr. Mátyás Miklós hadbíró őrnagy, másodfokon dr. Ledényi Ferenc hadbíró ezredes mondta ki.
1958-ban Hollós intézkedett a Petőfi Kör prominens tagjainak köröztetéséről és elítéltetéséről is. Ellenük is a Büntetőjogi szabályok Hivatalos Összeállítása (BHÖ) I/1. § és I/2. § alapján, a népi demokratikus államrend megdöntésére irányuló szervezkedésben való tevékeny részvétel vagy annak támogatása címén folytatott vizsgálatot, és emeltetett vádat. Tánczos Gábor és Hegedűs B. András írók börtönbe kerültek, Nagy Balázs külföldre menekült.
1961-től Hollós Ervint nevezték ki a Belügyminisztérium belsőreakció-elhárításának vezetőjévé. Hozzá kerültek a belső elhárítás és a megfigyelő ügynökhálózat feladatai. Helyettese Harangozó Szilveszter százados lett, aki Hollósnál kevésbé radikális személyiség volt. Hollós már 1960-ban kifogásolta, hogy „az intézkedések lassúak”, bár a megtorlás durvasága és a politikai büntetőügyek tömege ekkor érte el csúcspontját.

### „Az elbocsátott légiós”
1962-re a konszolidálódó Kádár-rendszer a nyugati demokratikus kormányok számára is elfogadható imázst igyekezett mutatni. A Belügyminisztériumból eltávolították a sztálinista vezető káderek egy részét. Ezekben az években számos állambiztonsági tiszt – az „Elbocsátott Légió” – került át a rendőrségtől polgári állásokba, főleg az állami külkereskedelmi vállalatok és oktatási–nevelési intézmények vezetőségébe. Az ortodox sztálinista nézeteket valló Hollós esete tipikusnak mondható. 1962 augusztusában ezredesként szerelt le a BM állományából. Kinevezték a Művelődésügyi Minisztérium Marxizmus–Leninizmus Oktatási Osztályának helyettes vezetőjévé. Másodállásban a Budapesti Műszaki Egyetemen a politikai gazdaságtan és a tudományos szocializmus tantárgyakat oktatta, egyetemi tanárként. Belügyi kapcsolatai természetesen megmaradtak.
Hollós eltávolítása után az átszervezett állambiztonsági szolgálaton belül a Belügyminisztérium III/III. Csoportfőnökség vezetője Rácz Sándor alezredes lett, a III/III-1. osztály vezetője pedig Dr. Eperjesi (Engelberger) László lett, aki néhány hónappal korábban került a BM-hez, rögtön alezredesi rangban. De megnyílt a karrier útja Hollós kompromisszumokra hajlamosabb helyettese, Harangozó Szilveszter százados előtt is. Őt 1977-ben a BM III/III. Csoportfőnökség, majd 1985-ben a teljes III. Főcsoportfőnökség vezetőjévé nevezték ki. Az 1980-as években rendőr tábornokként több rendőri akcióra adott utasítást demokratikus megmozdulások ellen. Az 1989-es rendszerváltás után az Antall-kormány megbízásából közreműködött a III. Főcsoportfőnökség felszámolásában, a fontos személyek és dokumentumok átmentésében. Sem őt, sem korábbi főnökét, Hollós alezredest nem vonták felelősségre az 1956 utáni megtorlásokban játszott szerepükért.

### Az állami ellenforradalmi propaganda írója
Az 1960-as évektől Hollós részben önállóan, részben feleségével, Lajtai Verával (1921–2018), a Pártélet c. kommunista folyóirat szerkesztőjével együtt több, az 1956-os forradalom résztvevőit és mártírjait támadó könyvet jelentetett meg, amelyekben azt a hivatalos koncepciót fejtette ki, hogy 1956-ban „Horthy-fasiszta” erők előre kitervelt, romboló szándékú ellenforradalmi puccskísérlete zajlott le, amelyet a külföldi imperialista erők aktívan (fegyveresen is) támogattak. Ezek az írások helyeslik a szovjet katonai beavatkozást és a forradalom utáni megtorlás jogszerűségét és erkölcsi igazát igyekeznek alátámasztani, a szerzők önmagukat a magyar dolgozó osztályok képviselőinek tüntetik fel. Hollós által hirdetett nézőpont megegyezett a MSZMP vezetői által 1989-ig hivatalosan képviselt koncepcióval.
Az MDP Köztársaság téri székházának ostromáról írt „Köztársaság tér 1956” c. könyve a történteket előre eltervezett, szándékos bűncselekményként értelmezi, amelyért Nagy Imrét és a forradalom vezetőit teszi felelőssé. Sok – egyébként ellentétes álláspontot képviselő – történész ma is forrásként használja ezt a művet, ami éles szakmai és publicisztikai vitákat gerjeszt. (Például: ).
1974-ben Pálos Tamás, az MSZMP KB Agit.-Prop. Osztályának helyettes vezetője azt javasolta Kornidesz Mihálynak, a KB TKKO (Tudományos Közoktatási és Kulturális Osztály) vezetőjének, hogy támogassanak egy nyugati publicistát, aki a magyar politikai vezetés szempontjai szerint írna könyvet az 1956-os eseményekről. Az MSZMP által hivatalos Fehér Könyv szellemében megírt, de tudományos igényűnek tűnő könyv megírására 1979-ben a nácizmust mentegető munkáiról ismert David Irving angol történészt kérték fel. A téma szakértőjeként a megtorlások egyik vezetőjét, Hollós Ervin volt állambiztonsági alezredest jelölték ki, aki Irving rendelkezésére bocsátotta saját Politikai Nyomozó Főosztályának 1956–1962 között készült operatív és vizsgálati iratanyagait, valamint „tudományos kutatás” céljából megnyittatta előtte a Belügyminisztérium Operatív Nyilvántartójának idevágó fondjait. Irving propagandakönyve 1981-ben jelent meg Nagy-Britanniában „Lázadás” címmel (Uprising, Hodder and Stoughton kiadó, London).  .

### Feltűnése a Kristóf kontra Ságvári-ügyben
A Legfelsőbb Bíróság 2006-ban rehabilitálta a kivégzett Kristóf László csendőr őrmestert, ami a két nagy politikai tábor (vitatott, de elterjedt (ön)címkézéssel „antifasiszták” és „antikommunisták”) között éles sajtóvitát robbantott ki. (Ennek részleteit lásd a Ságvári Endre szócikkben). A Ságvári Endre emléktáblájánál rendezett szimpátia-ünnepségen – a demokratikus értékválság látványos tüneteként – Hollós Ervin nyugállományú állambiztonsági alezredes, a III/III-as csoportfőnökség volt vezetője tarthatott beszédet.

## Művei
- Hollós E.: Kik voltak, mit akartak?, Kossuth Kiadó, 1967.
- Hollós E.: Rendőrség, csendőrség, VKF-2, Budapest, 1971.
- Hollós E.: A 73-as zárka, Kozmosz Könyvek, 1974.
- Hollós E. – Lajtai V.: Köztársaság tér 1956, Kossuth Kiadó, 1974, 1977, 1986.
- Beránné Nemes Éva – Hollós E. (szerk.): Megfigyelés alatt… Dokumentumok a horthysta titkosrendőrség működéséből (1920-1944), Budapest, 1977.
- Hollós E. – Lajtai V.: A nemzetközi osztályharc és Magyarország 1956 őszén, Párttörténeti Közlemények, 27. évf. 1981. 3. sz. 3-50. p.
- Hollós E. – Lajtai V.: Hidegháború Magyarország ellen 1956, Kossuth Kiadó, 1982.
- Hollós E. – Lajtai V.: Horthy Miklós, a fehérek vezére, Kossuth Kiadó, 1985.
- Hollós E. – Lajtai V.: Drámai napok, 1956. október 23. – november 4., Kossuth Kiadó, 1986. (!)
- Hollós E. (Vincellér Béla álnéven) Szálasi hat hónapja. Volos Kiadó 1996
- Vincellér Béla: Sötét árny magyarhon felett. Szálasi uralma, 1944. okt. - 1945. máj. Makkabi Kiadó, 2003.

## Egyéb források
- a MADISZ és a DISZ iratai, Politikatörténeti és Szakszervezeti Levéltár, PIL 286. és 287. f.
- Az MDP Központi Vezetősége, Politikai Bizottsága és Titkársága üléseinek napirendi jegyzékei (1948–1953).
- Feitl István – Ólmosi Zoltán szerk.: A DISZ és KISZ 1953-1957. Dokumentumok az ifjúsági mozgalom történetéből, Budapest, 1987. 87–101. old., 138-148. old. (Hollós Ervin vezércikke a „Szabad Ifjúság”-ban, a népi írók 1956-os memorandumáról).
- Ünnepség a Batthyány-örökmécsesnél, Szabad Nép, 1949. október 7. (Hollós Ervinnek, a DISZ Központi Vezetőségének titkárának megemlékező beszéde a Batthyány-örökmécsesnél).
- Ungváry Krisztián: Kik voltak, mit akartak?, Rubicon, 2007/03. szám.